# M comme Mathieu
Pour plus de détails, voir Fiche technique et Distribution.
M comme Mathieu est un film français de Jean-François Adam sorti en 1973.

## Synopsis
Après un long séjour en maison de repos et alors que sa femme Jeanne l'attend avec son fils, Mathieu s'installe dans un studio. Il tente de retrouver Murielle, un amour de jeunesse...

## Fiche technique
- Titre : M comme Mathieu
- Réalisation : Jean-François Adam
- Scénario et dialogues : Jean-François Adam
- Musique : Antoine Duhamel
- Photographie : Pierre Lhomme
- Montage : Éric Pluet
- Scripte : Suzanne Durrenberger
- Année de tournage : 1971
- Pays d’origine :  France
- Directeur de production : Eddy Matalon
- Société de production : Les Films du Quadrangle
- Distributeur d’origine : Compagnie Française de Distribution Cinématographique (Paris)
- Durée : 100 minutes
- Date de sortie : France - 5 avril 1973

## Distribution
- Sami Frey : Mathieu
- Brigitte Fossey : Jeanne / Murielle
- Roland Dubillard : le voisin
- Bulle Ogier : l'étudiante
- Laurent Douieb : l'enfant

## Sélection
- Sélection à la Mostra de Venise 1971[1]